# Santiago Balcells i Gorina
Santiago Balcells i Gorina   (Barcelona, 3 d'octubre de 1913 - Barcelona, 31 de març de 2007) fou un arquitecte català, fill d'Eduard Maria Balcells i Buïgas.
Autor del Col·legi Màxim de Sant Francesc de Borja, a Sant Cugat del Vallès (1949), va evolucionar cap a solucions més funcionals. Sobresurten els edificis del Banc Comercial Transatlàntic (1957-60) i, en col·laboració amb Francesc Mitjans, del Banc Atlàntic (1966-69) de Barcelona.

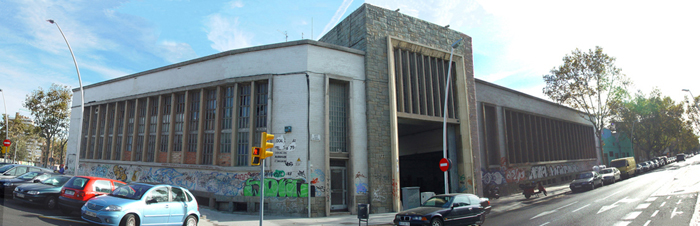
Antiga fàbrica Netol (1955-2007), obra de Santiago Balcells i Gorina.

Al Poblenou, a la zona que avui correspon al 22@, va construir la fàbrica Netol, en un clar estil racionalista. L'edifici fou enderrocat per construir un edifici d'oficines del Districte 22@. La façana es va conservar per requeriment de protecció arquitectònica, però no és gaire visible, perquè va ser amagada pel mur cortina de l'edifici nou.
A Barcelona també és l'autor de l'edifici d'habitatges del carrer Josep Bertrand, núm. 9 de l'any 1954. És d'estil noucentista i es va construir amb material prefabricat a l'ornament de relleus d'ordre corinti de la façana.

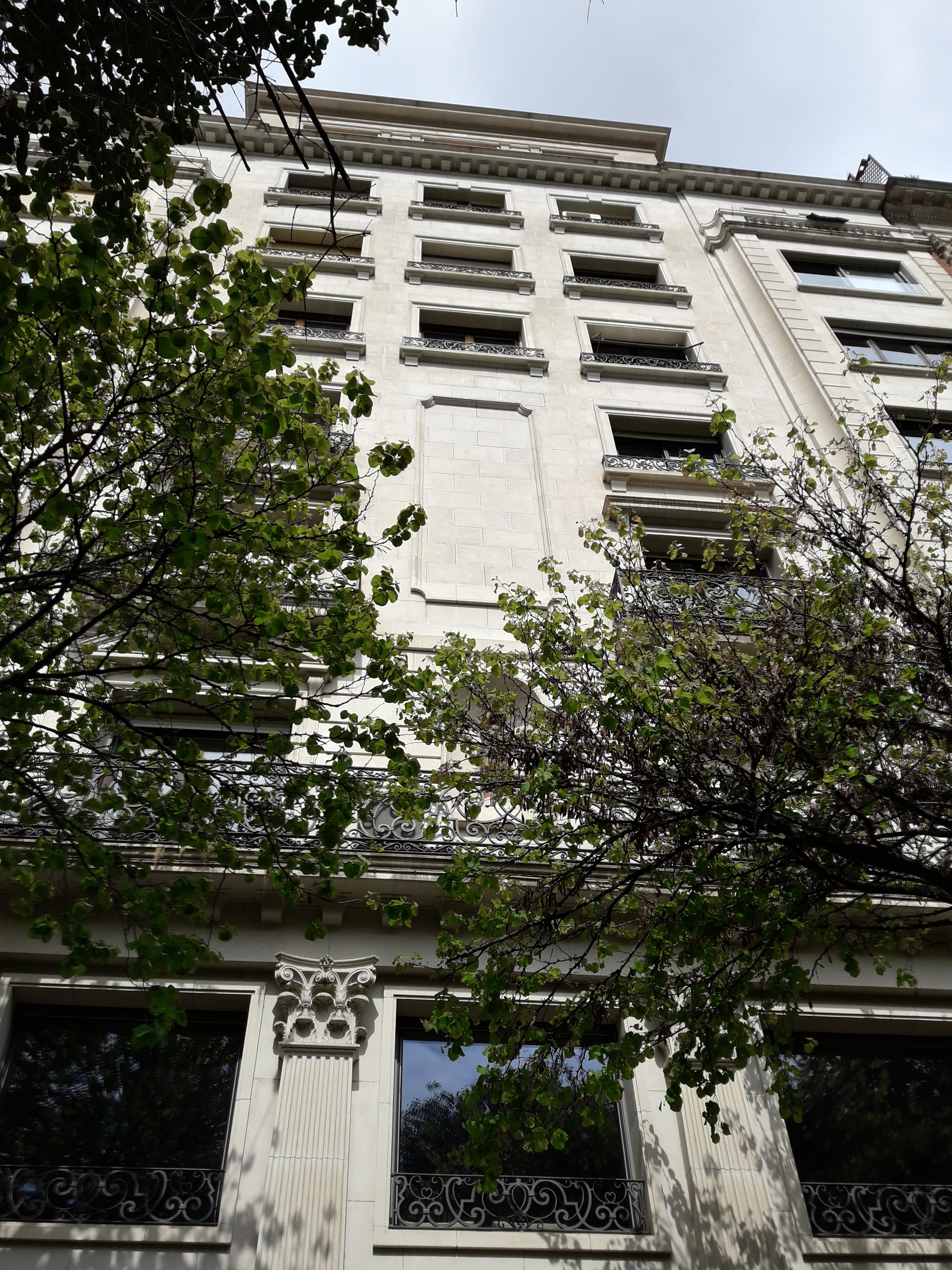
Carrer Josep Bertrand 9 (1954)
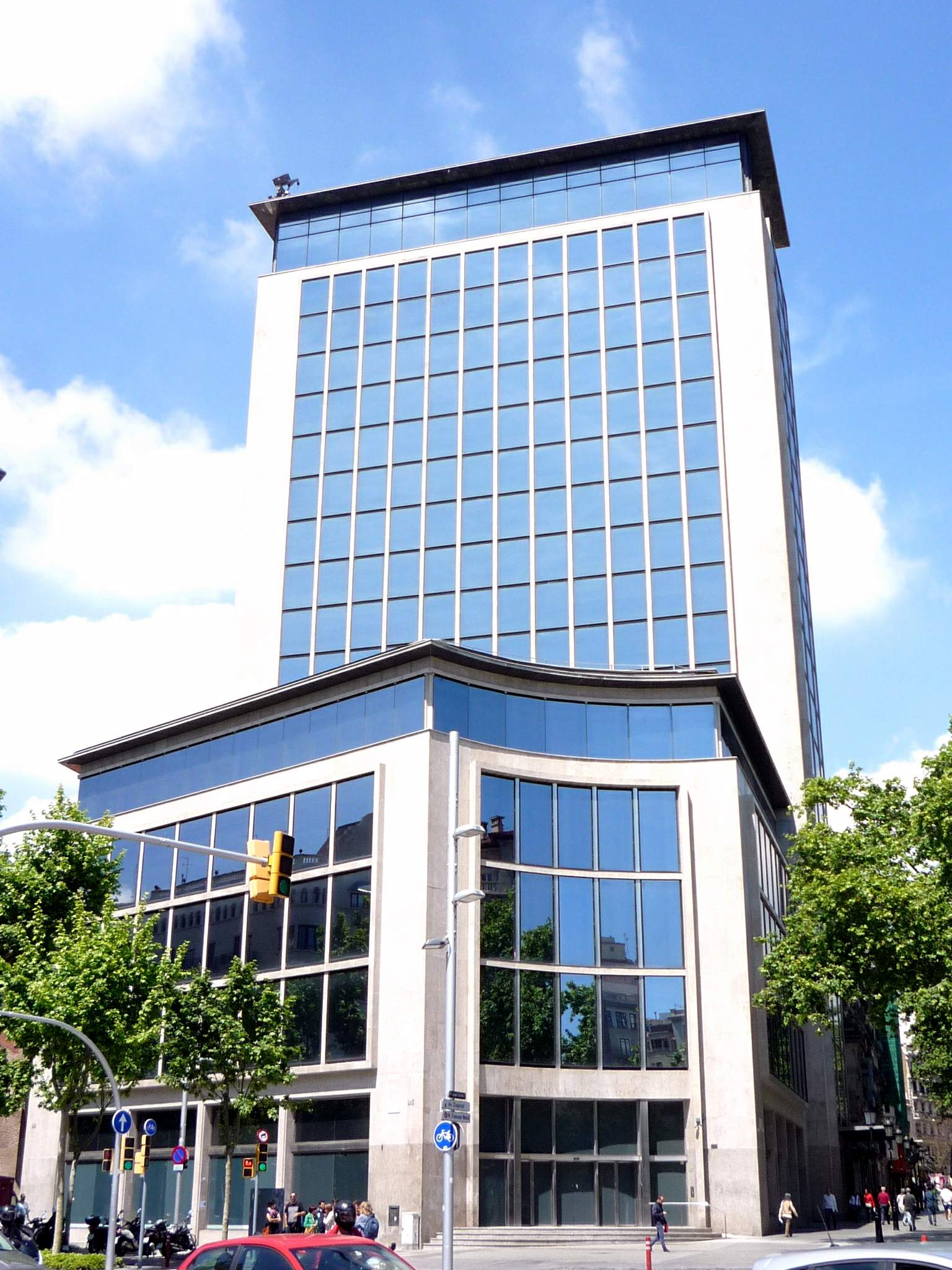
Banc Comercial Transatlàntic
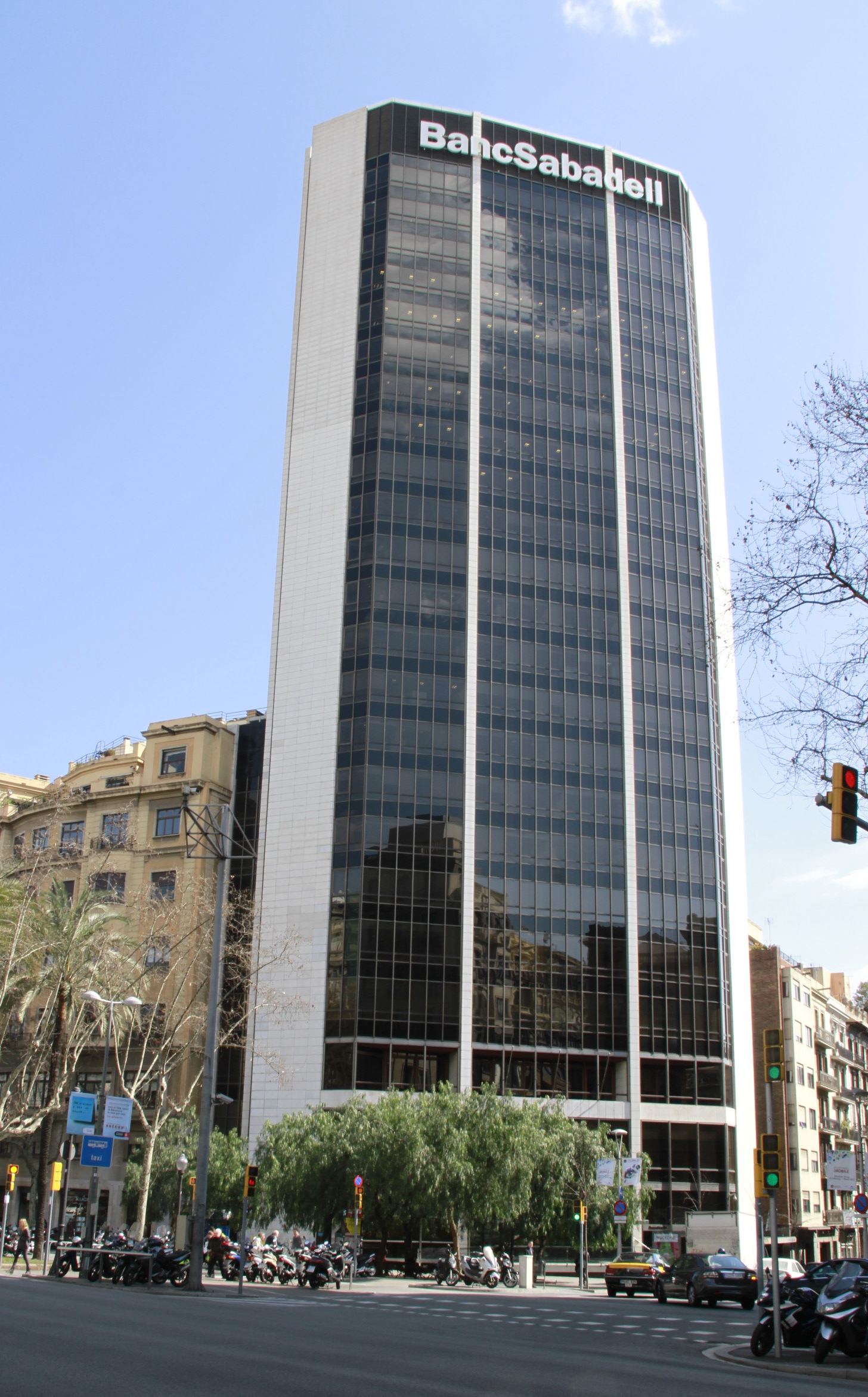
Banc Atlàntic